# Karl Ernst

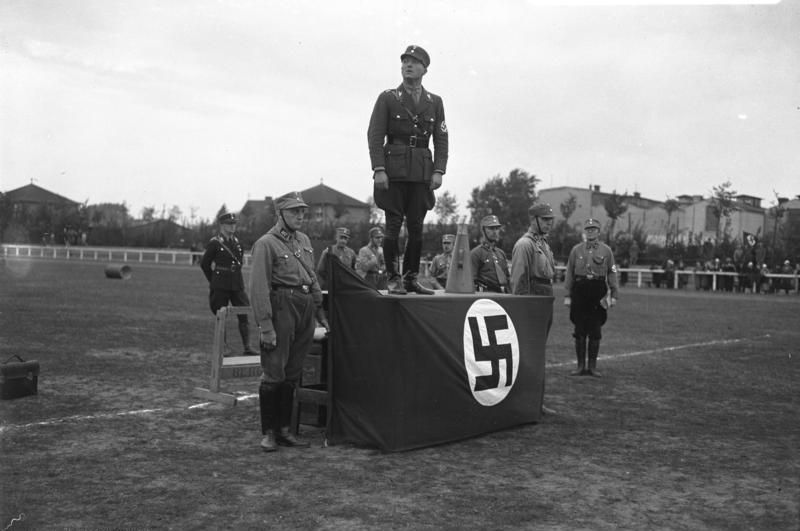
Karl Ernst donne un discours, en 1932.

Karl Ernst, né le 1er septembre 1904 et mort assassiné le 30 juin 1934 , est un Gruppenführer de la SA qui, au début de l'année 1933, est le chef de file de la SA à Berlin.

## Biographie
Lorsqu'il rejoignit le NSDAP, Karl Ernst était garçon d'étage dans un hôtel.

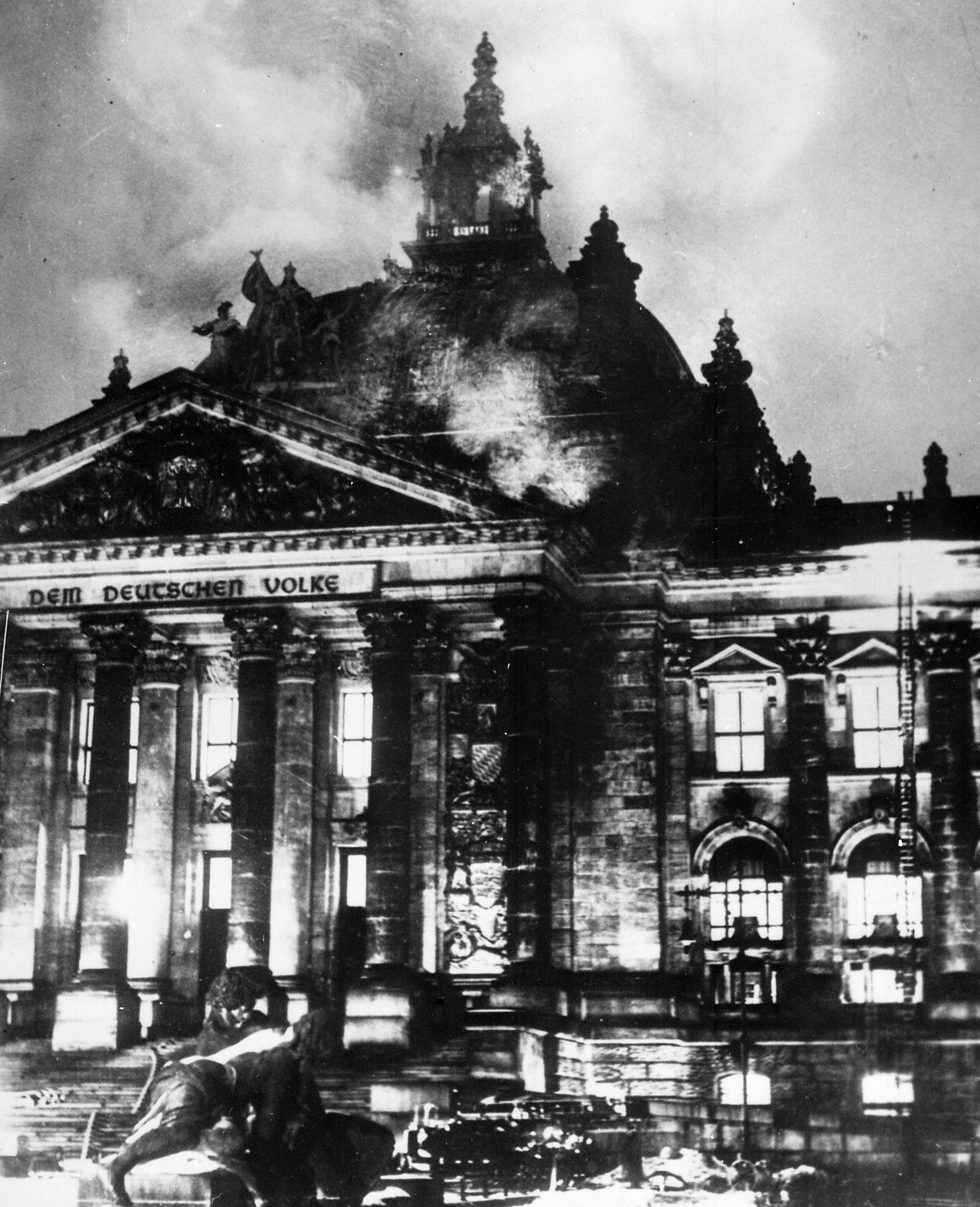
Incendie du Reichstag en février 1933.

Il a été suggéré que c'est lui qui, avec une poignée d'hommes, s'introduisit dans le palais du président du Reichstag, alors Hermann Göring, pour mettre le feu au bâtiment dans la nuit du 27 février 1933. Des preuves indirectes existeraient pour étayer cette affirmation : Hans Gisevius à Nuremberg a impliqué Joseph Goebbels dans la planification de l'incendie, Rudolf Diels a déclaré que Göring savait comment l'incendie avait été lancé, et le général Franz Halder a certifié qu'il avait entendu Göring revendiquer la responsabilité de l'incendie.
Karl Ernst était probablement bisexuel. Il était proche de Ernst Röhm et fut d’autre part surnommé « Frau Röhrbein » (Madame Röhrbein) en raison de son intimité avec Paul Röhrbein (de).
Le 30 juin 1934, Ernst, qui venait de se marier, partit pour le port de Brême, en vue de rejoindre Madère, où lui et sa nouvelle épouse devaient passer leur lune de miel. Ernst Röhm avait à plusieurs reprises appelé à une « seconde révolution », qui introduirait une politique sociale à l'arrivée du régime nazi, bannissant l'ancienne force conservatrice qu'était le gouvernement. Les tendances socialistes de la SA causèrent la méfiance des conservateurs, notamment de la Reichswehr. Celle-ci fit pression pour l'élimination de la SA du pouvoir. Adolf Hitler, probablement sur l'idée commune de Göring et de Himmler, mais aussi, éventuellement, à la suite de la demande instante du haut commandement de l'armée, décida d’entreprendre une purge des SA, évènement connu sous le nom de « nuit des Longs Couteaux ».
Ernst fut ramené à Berlin par un détachement de SS. Quelque cent cinquante responsables de la SA, dont Ernst, furent alors exécutés contre un mur à l'école militaire de Lichterfelde par la 1re division SS Leibstandarte Adolf Hitler. Ernst, pensant qu'il avait été arrêté à la suite d'un coup des conservateurs et des pro-capitalistes, mourut en criant « Heil Hitler ».

## Homosexualité et nazisme
L'idéologie nazie est caractérisée par des valeurs prônant le racisme, l'antisémitisme et l'homophobie. Le IIIe Reich préconise des valeurs morales traditionnelles, c'est-à-dire avoir des relations hétérosexuelles précoces afin d'évacuer la pression sexuelle de cette structure de la société où il y a domination d'hommes. Dans la perspective nazie, les homosexuels n'ont pas de valeurs sociales et s'ils refusent de se soumettre au mariage et à la reproduction dans un contexte d'angoisse démographique, ils doivent être éliminés. L'homosexualité n'épargne pas les membres du Parti nazi. Karl Ernst, membre de la SA (Sturmabteilung) est probablement bisexuel et le fondateur de cette organisation paramilitaire Ernst Röhm est ouvertement homosexuel. En théorie, ces penchants sexuels contreviennent au retour moral qu'Hitler prône.
Selon les nazis, les homosexuels sont porteurs d'une double faute à leur ordre nationaliste socialiste, ils n'accomplissent pas leur devoir de reproduire la « race » et ils agissent comme un élément de « dégénérescence » du fondement de la nation germanique. Chez les SA, leur vie privée, soit leur orientation sexuelle, ne pouvait faire l'objet d'aucune enquête, en raison de leur travail au sein du Parti nazi et du fait qu'à ce moment, les nazis abordaient l'homosexualité comme des « ignorants ».
Ce n'est que lors de la « Nuit des longs couteaux », en 1934, que le discours change. L'orientation d'Ernst et de Röhm ne posait aucun problème jusqu'à ce qu'Hitler fasse un pacte avec les hauts gradés de l'armée ce qui venait à faire perdre le pouvoir de la SA. L'armée refuse de servir sous les ordres « de voyous et d'homosexuels » et ce pacte permettrait à Himmler, Heydrich et Göring d'exercer un plus grand contrôle au sein du Parti nazi. Pour y parvenir, il fallait se débarrasser des membres de la SA et ils ont forgé des documents impliquant Röhm (incluant Ernst) dans un complot visant à organiser un putsch au sein du parti.
L'assassinat de Karl Ernst, membre important de la SA, constitue une étape importante dans la répression de l'homosexualité. Son orientation sexuelle, tout comme celle d'Ernst Röhm, devient inacceptable et justifie tout une série de nouvelles répressions, dont le renforcement du paragraphe 175. Bien que l'expulsion d'Ernst de la SA soit justifiée par des considérations morales, sa mort serait purement politique afin qu'Hitler puisse à nouveau unifier le Parti nazi.